# Scarus frenatus
Scarus frenatus е вид лъчеперка от семейство Scaridae.

## Разпространение
Видът е разпространен в Австралия, Американска Самоа, Британска индоокеанска територия (Чагос), Бруней, Вануату, Виетнам, Гуам, Джибути, Египет, Еритрея, Йемен, Израел, Източен Тимор, Индия, Индонезия, Йордания, Камбоджа, Кения, Кирибати (Лайн и Феникс), Китай, Кокосови острови, Мавриций, Мадагаскар, Малайзия, Малдиви, Малки далечни острови на САЩ (Остров Бейкър и Хауленд), Маршалови острови, Мианмар, Микронезия, Мозамбик, Науру, Ниуе, Нова Каледония, Оман, Остров Рождество, Острови Кук, Палау, Папуа Нова Гвинея, Параселски острови, Питкерн, Провинции в КНР, Реюнион, Самоа, Саудитска Арабия, Северни Мариански острови, Сейшели, Сингапур, Соломонови острови, Сомалия, Острови Спратли, Судан, Тайван, Тайланд, Танзания, Токелау, Тонга, Тувалу, Уолис и Футуна, Фиджи, Филипини, Френска Полинезия, Френски южни и антарктически територии (Нормандски острови), Хонконг, Шри Ланка и Япония.